# تامی تیلور
توماس "تامی" تیلور (به انگلیسی: Thomas "Tommy" Taylor) (زاده ۲۹ ژانویه ۱۹۳۲-درگذشته ۶ فوریه ۱۹۵۸) بازیکن فوتبال انگلیسی تیم باشگاهی منچستر یونایتد بود که در حادثه مونیخ درگذشت.